# Collodium

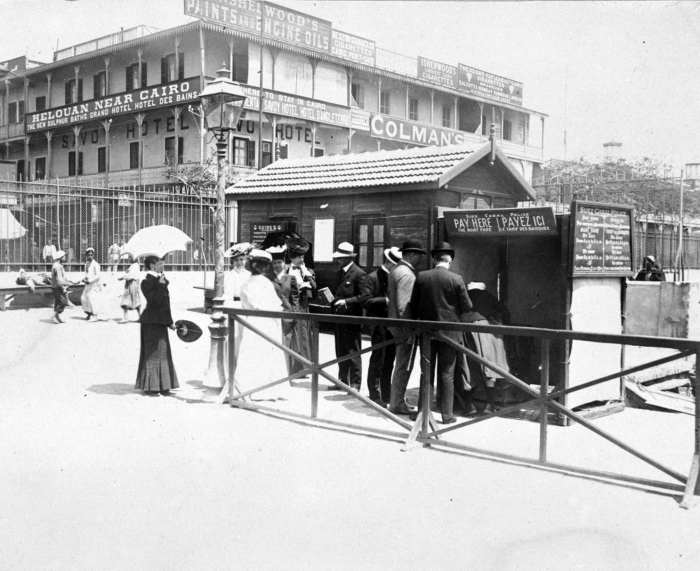
Collodiumdruk uit begin twintigste eeuw.

Collodium of collodion is cellulosenitraat (mengsel van cellulose nitraten = pyroxyline) met een lage nitreringsgraad, opgelost in een mengsel van ethanol en di-ethylether.
Het is een dikke stroperige vloeistof die wel als kleefmiddel werd gebruikt en als basis voor een lichtgevoelige laag in de beginjaren van de fotografie, na de ontdekking van het collodiumprocedé. Het is extreem brandbaar; sterker genitreerde cellulose staat ook wel bekend als schietkatoen en wordt gebruikt in munitie als rookloos buskruit. 
Celluloid is het semisynthetische  polymeer dat overblijft als men het oplosmiddel uit collodium laat verdampen, maar de brandbaarheid bleef extreem en celluloid is daarom als kunststof verdrongen. 
Tevens wordt collodium gebruikt als drager in middelen tegen wratten, om salicylzuur en melkzuur langdurig in contact met de wrat te brengen.  
Collodium werd vroeger ook gebruikt als stabilisator voor nitroglycerine. 